# Hemipolygona carinifera
Hemipolygona carinifera is een slakkensoort uit de familie van de Fasciolariidae. De wetenschappelijke naam van de soort is voor het eerst geldig gepubliceerd in 1816 door Lamarck.